# キンチャクガニ
キンチャクガニ(Lybia tessellata)は、オウギガニ科の小型のカニである。インド太平洋の熱帯域の浅い海で見られる。キンチャクガニ属の他の種と同様に、両方のはさみにイソギンチャクを付けて運ぶ習性をポンポンやボクシンググローブに見立て、pom-pom crabやboxer crabとしても知られる。

## 記載
幅約2.5cmに生長する小型のカニである。甲羅の形は台形であり、縁の両側は、短い眼柄の付いた眼のすぐ後ろから明瞭な鋸刃状となっている。甲羅の表面は、暗い色の線によって異なる色のいくつかの幾何学的な区画に分かれ、ステンドグラスのように見える。十脚目に典型的な幅の広いはさみではなく、8本から9本の棘が付いた指を持つスリムなはさみを持つ。歩脚の前面の対は、他の3対よりも小さいが、全てがはさみよりも大きい。脚には、暗い色の横縞があり、白色の斑点と短い毛で覆われている。先端の爪は長く細い。

## 分布と生息地
紅海、東アフリカ湾岸からインドネシア、ニューギニア島にかけての熱帯インド太平洋の浅い海で見られる。砂や砂利の海底ではよくカモフラージュされ、また生きたサンゴに長く細い脚でしがみついている。

## 生態
雑食である。移動する際には、カニハサミイソギンチャクやカサネイソギンチャクを両方のはさみに付けて運ぶ。捕食者から攻撃された際には、刺胞で覆われたイソギンチャクの触手で威嚇する。はさみを使ってイソギンチャク自体を食べることはできず、その触手を使って食物の粒子を集め、付属肢で外して食べる。
産卵すると、メスの腹部で赤色の卵を運ぶ。

## 水槽での利用
リーフアクアリウムでの飼育に適しているが、小さい上、保護色であるため、小さな水槽であればよく観察できる。水槽内の他のほとんどの生物と共存できるが、捕食者の魚には襲われることもある。臆病な種であり、水槽の明かりを消した夜間には見つけやすい。